# Gebirgsstelze
Die Gebirgsstelze (Motacilla cinerea) oder Bergstelze ist eine Singvogelart aus der Familie der Stelzen und Pieper (Motacillidae). Die sehr langschwänzige, oberseits graue und unterseits intensiv gelbe Stelze besiedelt schnell fließende, meist bewaldete Gewässer und ernährt sich vorwiegend von Insekten und deren Larven. Sie brütet oft an Wehren, Brücken oder Mühlen. Das Verbreitungsgebiet reicht von den Inseln des Ostatlantiks und dem Atlasgebirge in Nordafrika über große Teile Eurasiens, wo die Art allerdings in Nordeuropa, dem europäischen Teil Russlands und großen Teilen Zentralasiens weitgehend fehlt. Die meisten Gebirgsstelzen des atlantisch beeinflussten Europas und der subtropischen Regionen sind Standvögel, nördlicher brütende Populationen und die meisten asiatischen Vögel überwintern in den subtropischen und tropischen Regionen Europas, Afrikas und Asiens. Die Art hat sich seit etwa 1850 von den zentraleuropäischen Mittelgebirgen aus in die norddeutsche Tiefebene und nach Polen ausgebreitet und von dort auch neue Bruträume in den Niederlanden, Nordeuropa und dem Baltikum erschlossen. In der Mitte des 20. Jahrhunderts gingen die Bestände dort stark zurück, scheinen sich aber seither erholt zu haben. Die Art ist laut IUCN „nicht gefährdet“ (Least Concern).

## Beschreibung

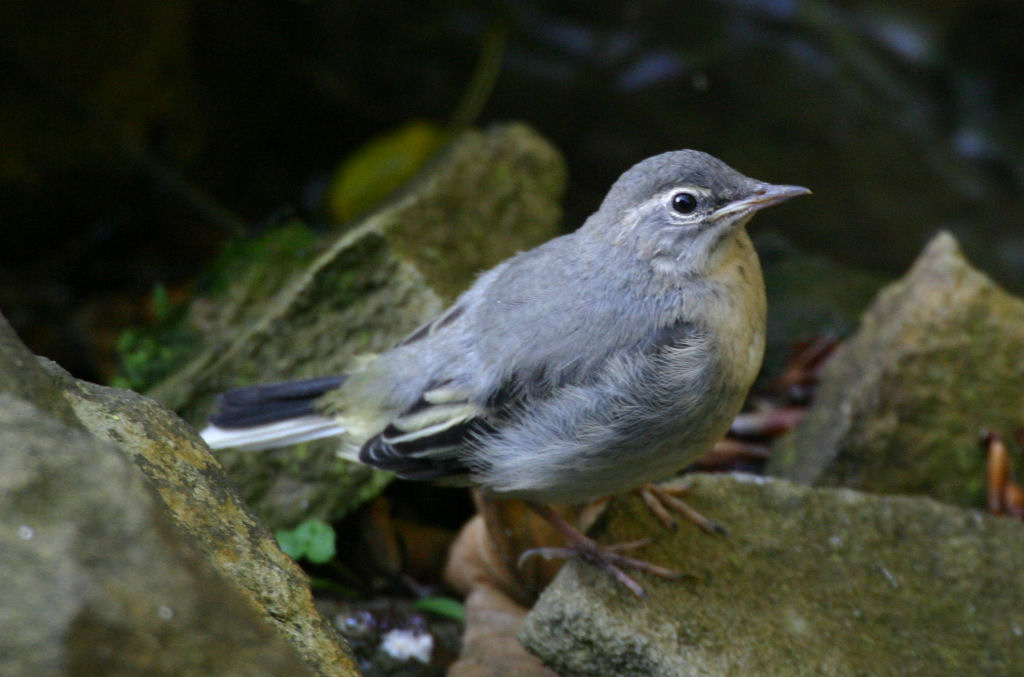
Gebirgsstelze im Jugendkleid

Die Gebirgsstelze ist mit etwa 17–20 cm Körperlänge etwa so groß wie eine Bachstelze, mit 9–10,5 cm aber geringfügig langschwänziger und schlanker. Die Flügellänge liegt zwischen 80 und 89 mm. Der schwarze Schnabel misst zwischen 15 und 17 mm, die Beine und Füße sind fleischfarben bis bräunlich hornfarben. Die Hinterkralle ist recht lang und gebogen. Die Iris ist dunkelbraun, das Auge zeigt einen weißen Ring.
Beim Männchen der Nominatform ist im Prachtkleid die Oberseite bis zum Rücken kühl grau und im frischen Gefieder leicht grünlichbraun getönt. Der schmale Überaugenstreif ist weiß, die Zügel dunkelgrau bis schwarz. Die Kehle ist schwarz nach oben hin durch einen kräftigen Kinnstreif von der grauen Oberseite getrennt. Der Bürzel und die Oberschwanzdecken sind grünlich gelb und an den Seiten rein gelb wie die Unterschwanzdecken, die besonders farbintensiv sind. Die übrige Unterseite ist ebenfalls überwiegend gelb, jedoch zur Flankenmitte hin weißlich aufgehellt und manchmal zudem grau überwaschen. Die Randdecken sind grau wie die Oberseite, die übrigen Oberflügeldecken sind schwarzgrau und heller grau gesäumt. Die Schwingen sind ähnlich gefärbt, zeigen aber an den Basen der inneren Hand und der Armschwingen einen weißen Bereich, der beim zusammengelegten Flügel nicht auffällt, im Flug aber als weißes Flügelband sichtbar wird. Dieses ist auch auf der Flügelunterseite deutlich zu erkennen. Die Schirmfedern sind schwärzlich und weiß bis beigeweiß gesäumt. Von den hellgrauen Unterflügeldecken tragen die längsten weiße Spitzen. Die mittleren drei Steuerfederpaare sind schwarz und im frischen Gefieder teils grünlichgelb gesäumt, die äußeren drei überwiegend weiß und nur die beiden inneren an der Basis zu einem Teil schwarz.
Das Weibchen im Brutkleid ähnelt dem Männchen. Meist ist die Kehle im Unterschied zu der des Männchens weißlich, bei vielen Individuen findet sich aber auch verwaschenes Schwarz an den Rändern und bei einigen wenigen ist die Kehle komplett schwarz. Die Unterseite ist meist weniger lebhaft gelb, die Flanken oft ausgedehnter weiß.
Im Schlichtkleid fehlt auch dem Männchen das Schwarz der Kehle, diese ist dann oft etwas rötlich beige, wie auch die gelbe Brust etwas rötlich beige überwaschen sein kann und der Überaugenstreif eher beige ist. Im Unterschied zum Weibchen im Schlichtkleid ist die helle Kehle meist zur Brust hin deutlich abgesetzt. Beim Weibchen sind zudem die Ohrdecken, der Überaugenstreif, die Kehle und die Brust stärker beige getönt und das Gelb der Unterseite weniger farbintensiv.
Das Jugendkleid ähnelt dem Schlichtkleid des Weibchens, jedoch sind die Kopfpartie und der Rücken bräunlicher und heller, der Überaugenstreif oft undeutlich ausgeprägt und der Unterschnabel fleischfarben. Einige Individuen zeigen am Hals einen diffusen Fleck oder ein Band. Die Brust ist meist isabellfarben überwaschen, die übrige Unterseite bis auf die hellgelben Unterschwanzdecken weißlich. Das Grünlichgelb des Bürzels ist weniger ausgedehnt als bei den Altvögeln.
Vögel im ersten Winter zeigen immer noch sehr viel Beige an Kopf und Brust und die gelbliche Unterseite ist auch oft noch nicht ganz ausgefärbt. Die Übergänge zum Adultkleid sind aber fließend. Im ersten Brutkleid lassen sich junge Gebirgsstelzen im Feld nicht mehr von adulten Tieren unterscheiden.

## Stimme
Der Ruf der Gebirgsstelze ist ein hartes, metallisches „zitzitt“ oder „zezeze“.

## Unterarten
- M. c. cinerea Tunstall, 1771 – Europa, Nordafrika und Kleinasien bis zum Kaukasus sowie südwärts bis in den nördlichen und südwestlichen Iran
- M. c. melanope Pallas, 1776 – Nordasien vom Ural bis zum Ochotskischen Meer und südwärts bis in die Mongolei und ins östliche China sowie Gebirgsregionen vom Tien Shan bis Ost-Afghanistan und ostwärts entlang des Himalayas
- M. c. robusta (C. L. Brehm, 1857) – Kamtschatka und Russisch-Fernost südwärts bis Korea und Japan
- M. c. patriciae Vaurie, 1957 – Azoren
- M. c. schmitzi Tschusi, 1900 – Madeira
- M. c. canariensis Hartert, 1901 – Kanarische Inseln

## Ökologie

### Ernährung
Die Nahrung besteht überwiegend aus Insekten der Fließgewässer – Fliegen, kleine Käfer, Libellenlarven, aber auch kleine Krebstiere und kleine Weichtiere. Die Vögel waten bei der Nahrungssuche auch durchs Wasser und picken hinein. Auf der Wasseroberfläche treibende Insekten können im Flug aufgenommen werden.

### Lebensraum und Verbreitung

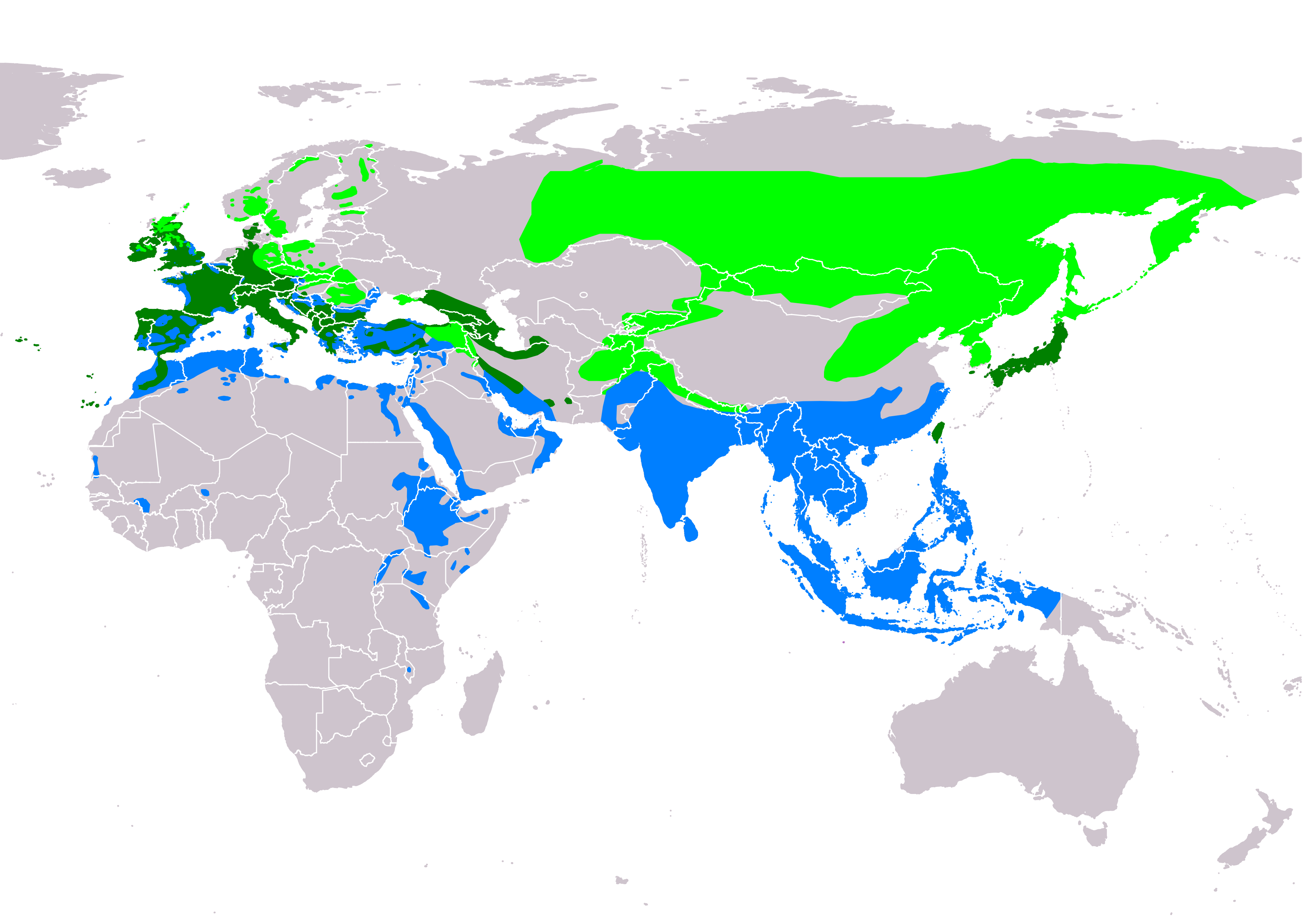
Verbreitungsgebiete der Gebirgsstelze
(grün = Brutgebiete, dunkelgrün = ganzjähriges Vorkommen, blau = Überwinterungsgebiete)

Gebirgsstelzen findet man an schnell fließenden Gewässern im Bergland bis 2000 m und im Flachland. Verbreitet sind sie in Europa bis auf Skandinavien und Nordrussland, außerdem in Kleinasien, Nordchina und Japan. Sie sind Teilzieher, sie überwintern in West- und Südeuropa, in Nord- und Westafrika. In Mitteleuropa sieht man sie auch im Winter.
Optimale Habitate sind von Wald umgebene, schattige, schnell fließende Bäche und Flüsse mit Geröll- und Kiesufern, wenigen tiefen und strömungsarmen Stellen sowie zeitweilig trocken fallenden Geschiebeinseln. Als Niststandort benötigt die Gebirgsstelze außerdem Strukturen wie Steilufer, Brücken, Wehre und Mühlen.

### Brutbiologie

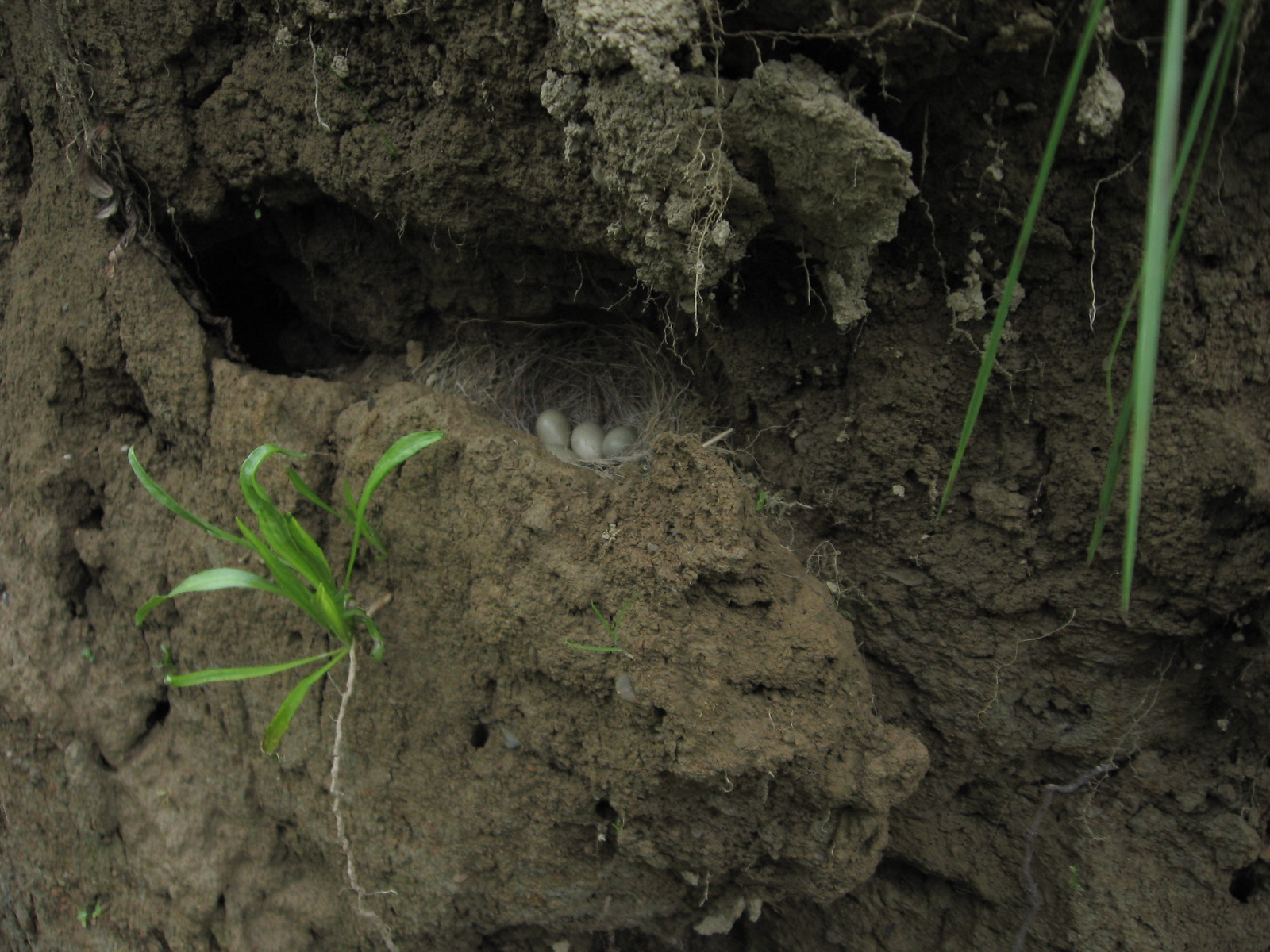
Gebirgsstelzen-Nest an einem Uferabbruch

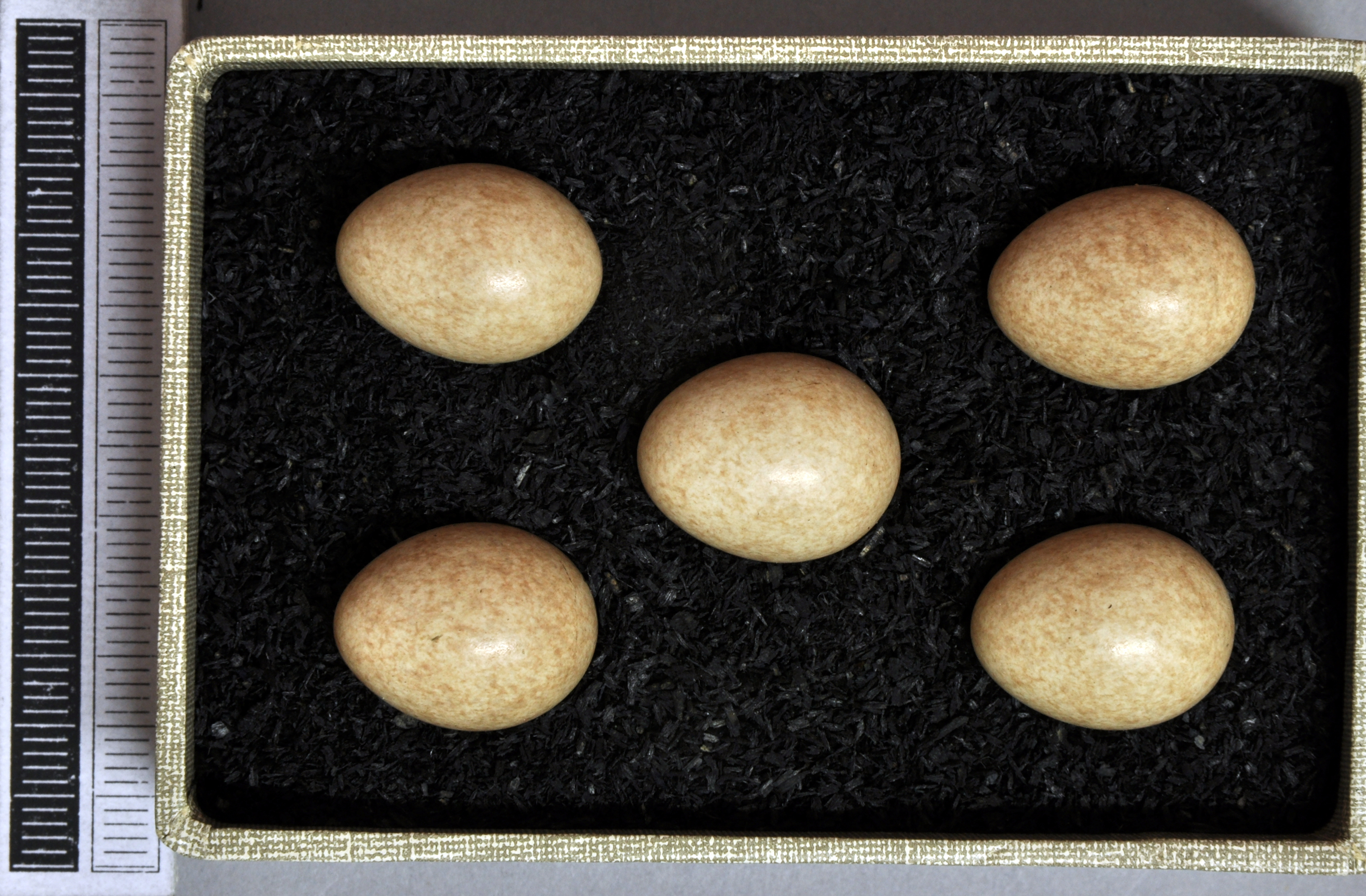
Gelege, Sammlung Museum Wiesbaden

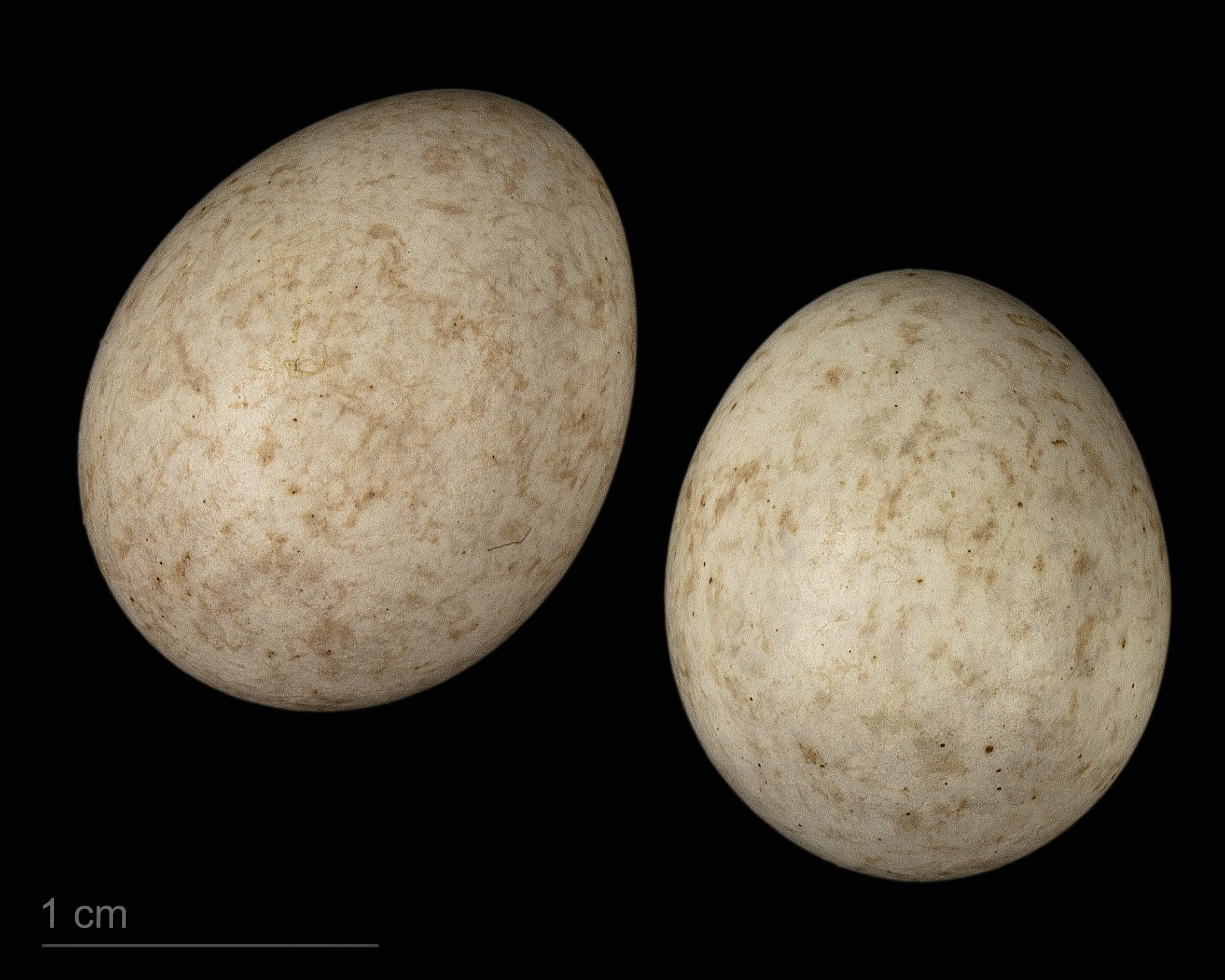
Motacilla cinerea schmitzi, Sammlung Museum von Toulouse

Das Weibchen baut ein Nest in einem Erdloch oder einer Mauernische in Wassernähe aus Moos und Gras und kleidet es mit Haaren aus. Manchmal werden auch alte Nester von Wasseramseln oder spezielle Nistkästen bezogen. Es werden ein- bis zweimal je Brutsaison zwischen April und Juni meist fünf gelbbraune, graubraun gesprenkelte Eier gelegt, die das Weibchen oder beide Eltern 12 bis 14 Tage bebrüten. Beide Eltern füttern die Nestlinge, bis sie nach 11 bis 16 Tagen flügge sind. Gebirgsstelzen brüten meist zweimal pro Jahr.

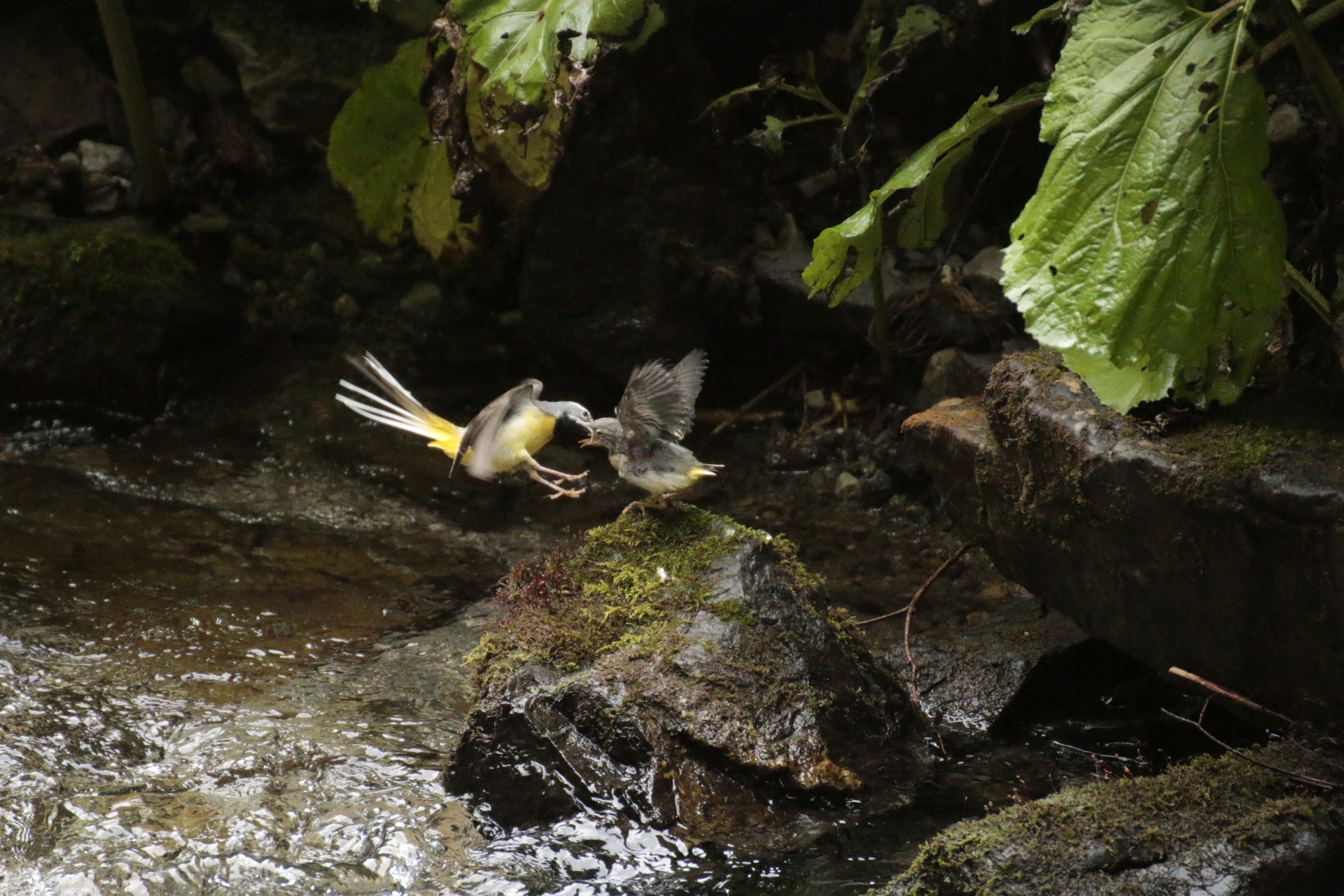
Gebirgsstelze bei der Fütterung

## Einzelbelege
1. ↑  Martin Flade: Die Brutvogelgemeinschaften Mittel- und Norddeutschlands – Grundlagen für den Gebrauch vogelkundlicher Daten in der Landschaftsplanung. IHW-Verlag, Berlin 1994, ISBN 3-930167-00-X, S. 548.